# Морель-Філет
Морель-Філет (нім. Mörel-Filet) — громада в Швейцарії в кантоні Вале, округ Східний Рарон.

## Географія
Громада розташована на відстані близько 80 км на південний схід від Берна, 55 км на схід від Сьйона.
Морель-Філет має площу 8,6 км², з яких на 6,5% дозволяється будівництво (житлове та будівництво доріг), 16,7% використовуються в сільськогосподарських цілях, 53,6% зайнято лісами, 23,2% не є продуктивними (річки, льодовики або гори).

## Демографія
2019 року в громаді мешкало 695 осіб (+1,2% порівняно з 2010 роком), іноземців було 11,8%. Густота населення становила 81 осіб/км².
За віковим діапазоном населення розподілялося таким чином: 17,7% — особи молодші 20 років, 59,1% — особи у віці 20—64 років, 23,2% — особи у віці 65 років та старші. Було 313 помешкань (у середньому 2,2 особи в помешканні).
Із загальної кількості 316 працюючих 30 було зайнятих в первинному секторі, 78 — в обробній промисловості, 208 — в галузі послуг.